# Bathyvermilia kupriyanovae
Bathyvermilia kupriyanovae är en ringmaskart som beskrevs av Bastida-Zavala 2008. Bathyvermilia kupriyanovae ingår i släktet Bathyvermilia och familjen Serpulidae.
Artens utbredningsområde är Kalifornien. Inga underarter finns listade i Catalogue of Life.